# The Cardinal's Conspiracy
The Cardinal's Conspiracy is een Amerikaanse stomme en korte film uit 1909 onder regie van D.W. Griffith en Frank Powell.

## Verhaal
Een prinses is toegewezen om met een zekere man te trouwen. Ze wil dit echter niet, waarop de kardinaal een plan uitbroedt: hij zal de kandidaat een make-over geven. Het werkt: de prinses valt voor de veranderde man.

## Rolverdeling
| Acteur             | Personage              |
| ------------------ | ---------------------- |
| Frank Powell       | Een Edelman            |
| Florence Lawrence  | Prinses                |
| Mary Pickford      | Een Vermomde Dienaar   |
| Lottie Pickford    | Dienaar van de Prinses |
| James Kirkwood     | De Kardinaal           |
| Owen Moore         | Lid van de Rechtbank   |
| Mack Sennett       | Musketier              |
| Anthony O'Sullivan | Musketier              |
| Arthur V. Johnson  | Musketier              |
| Charles Avery      | Lid van de Rechtbank   |
| Linda Arvidson     | -                      |
| Kate Bruce         | -                      |